# Спящая девушка (картина Вермеера)
«Спящая девушка» — картина голландского художника Яна Вермеера.
На картине изображена сидящая за столом девушка. Её глаза закрыты, рукой она поддерживает голову. На переднем плане на стол накинута скатерть, на которой стоит ваза с фруктами и графин с вином. За беспорядком на столе не скрыть и небогатый интерьер на заднем плане. Зритель также может заглянуть в соседнюю комнату через открытую дверь.
Рентгеновское исследование показало, что Вермеер изначально задумывал другой задний план картины. Так, за спиной женщины должен был стоять мужчина, а в дверях сидеть собака.
Поставив на первом плане винный графин, Вермеер объяснил причину сонливости женщины, определившей название полотна. Так, 16 мая 1696 года картина была продана в Амстердаме под названием «Een dronke slafende Meyd aen een Tafel» (Выпившая спящая девушка за столом). В следующий раз при продаже картина указывалась как «Een slapent vrouwtje, van de Delfse van der Meer» (Спящая молодая женщина, от Ван де Меера из Делфта).
Изображенная девушка — не служанка, её дорогая одежда говорит о том, что она замужняя женщина-домохозяйка. Её поза трактуется двояко: как аллегория либо меланхолии, либо лености, считавшейся в средневековой теологии смертным грехом.